# Han Hyeon-seon
Han Hyeon-seon (한현선?; 24 luglio 1973) è un'ex cestista sudcoreana.

## Carriera
Con la Corea del Sud ha disputato le Olimpiadi del 1996, segnando 27 punti in 7 partite.